# Font del Cuento
La Font del Cuento es troba al parc del Guinardó de Barcelona.

## Història i descripció
El 1915, Francesc Cambó va portar a Barcelona Jean Claude Nicolas Forestier, conservador dels parcs de París, amb l'objectiu que treballés en la urbanització de la muntanya de Montjuïc, escenari de l'Exposició Internacional de 1929. Durant la seva estada a la ciutat, Forestier va inspirar també la realització d'altres parcs pel deixeble Nicolau Maria Rubió i Tudurí, director des del 1917 del Servei Municipal de Parcs. Aquest va ser el cas del parc del Guinardó, del qual Forestier va fer els plànols bàsics i Rubió i Tudurí va dirigir-ne l'execució.
El material característic del parc és la pedra rústega, amb què són fets els murs, les baranes, els bancs, els coberts i els estanys, i amb el qual es va revestir una antiga font a la part baixa, que incorpora una inscripció on es pot llegir JUEZ DE LA GENTE, amb l'escut de Barcelona i la data de 1739. Hi havia hagut un berenador on es venien xarops i anissos i s'amenitzava l'estada amb la música d'un gramòfon.
Hi ha diverses versions sobre el nom de la font. Una és que, com que normalment rajava molt poc, la gent, mentre esperava que s'omplissin els recipients, anava explicant cuentos (o sigui, contes) per passar el temps. Però la que sembla més versemblant és que es referia als jocs amorosos de les parelles que s'amagaven pels racons del parc.
El març del 2025, després de 15 mesos d'obres, la font i els seus entorns han estat rehabilitats i ha tornat a rajar, ja que ara està connectada a la xarxa de subministrament d'aigua potable.